# Église Saint-Martin de Sauvat
L'église Saint-Martin est une église de style roman auvergnat située à Sauvat dans le département français du Cantal en région Auvergne-Rhône-Alpes.

## Historique
L'histoire médiévale de Sauvat est connue grâce à la Charte dite de Clovis, qui date du VIIIe siècle ou du début du IXe siècle et qui recense les biens de l'abbaye Saint-Pierre-le-Vif de Sens : l'église Saint-Martin de Sauvat y est citée comme appartenant à la réserve de l'abbaye. Elle y est mentionnée en ces termes : « In villa Salvat est ecclesia indominicata Sancto Martino dicata ». 
L'édifice actuel est daté du XIIe siècle et s'inscrit parfaitement dans le style roman de la région,.
L'église Saint-Martin connaît ensuite plusieurs phases de transformations : deux chapelles sont ajoutées au XVe ou  XVIe siècle, les ouvertures de l'abside sont élargies vers 1660 à l'exception de la fenêtre axiale, les toitures et la voûte de la nef sont refaites en 1730, une sacristie est ajoutée en 1747 et le clocher, probablement détruit pendant la Révolution, est remonté et surélevé pendant la Restauration,.

## Statut patrimonial
L'église fait l'objet d'une inscription au titre des monuments historiques depuis le 23 décembre 1968.

## Architecture

### Façade occidentale
À l'ouest, l'église présente une petite façade édifiée en pierre de taille volcanique de couleur brune assemblée en grand appareil.
La façade est percée d'un porche (décrit plus loin) et est surmontée d'une corniche soutenue par des modillons cubiques au-dessus de laquelle se dresse un clocher-mur ou clocher à peigne en pierre grise. Ce clocher à peigne, caractéristique de la Haute-Auvergne, comporte deux niveaux. Le registre inférieur est percé de deux baies campanaires et porte une corniche à modillons, biseautés cette fois, et le registre supérieur percé d'une seule baie. 

### Porche
La façade est percée d'un porche en plein cintre sans avant-corps abritant deux niches et un portail orné de colonnettes dont les chapiteaux, sculptés dans une pierre blanche plus tendre et malheureusement abîmée, portent quatre voussures garnie chacune d'un arc torique (boudin) et de boules,,.
Le porche, protégé du ruissellement de l'eau de pluie par un larmier orné d'une tresse, a perdu plusieurs colonnettes.
Dans sa structure, le porche présente des similitudes avec ceux de la priorale Saint-Victor-et-Sainte-Madeleine de Chastel-Marlhac, de l'église Saint-Mathieu de Salers et de l'église Saint-Georges d'Ydes-Bourg, : « Véritables structures occidentales, ces porches romans de Haute-Auvergne mettent en valeur la façade par des formes massives, avec ou sans avant-corps ». « La structure du porche de Sauvat résulte entièrement d'une édification dans l'épaisseur du mur de façade, sans avant-corps ».
Le porche est orné d'une « tête hurlante », nommée « Salguebrou » (Sauve-toi,…brrr !) ou encore « Salgabri » dans la région,,,. Ce genre de tête, dont le but devait être de chasser les démons et de défendre l'accès de l'église aux mauvais esprits, est assez commun en Auvergne puisqu'on en trouve au porche des églises de Fontanges, Ydes-Bourg, Allanche et Sainte-Anastasie, ainsi qu'à l'angle de la tourelle d'escalier de l'église Saint-Georges de Compains,,,,.

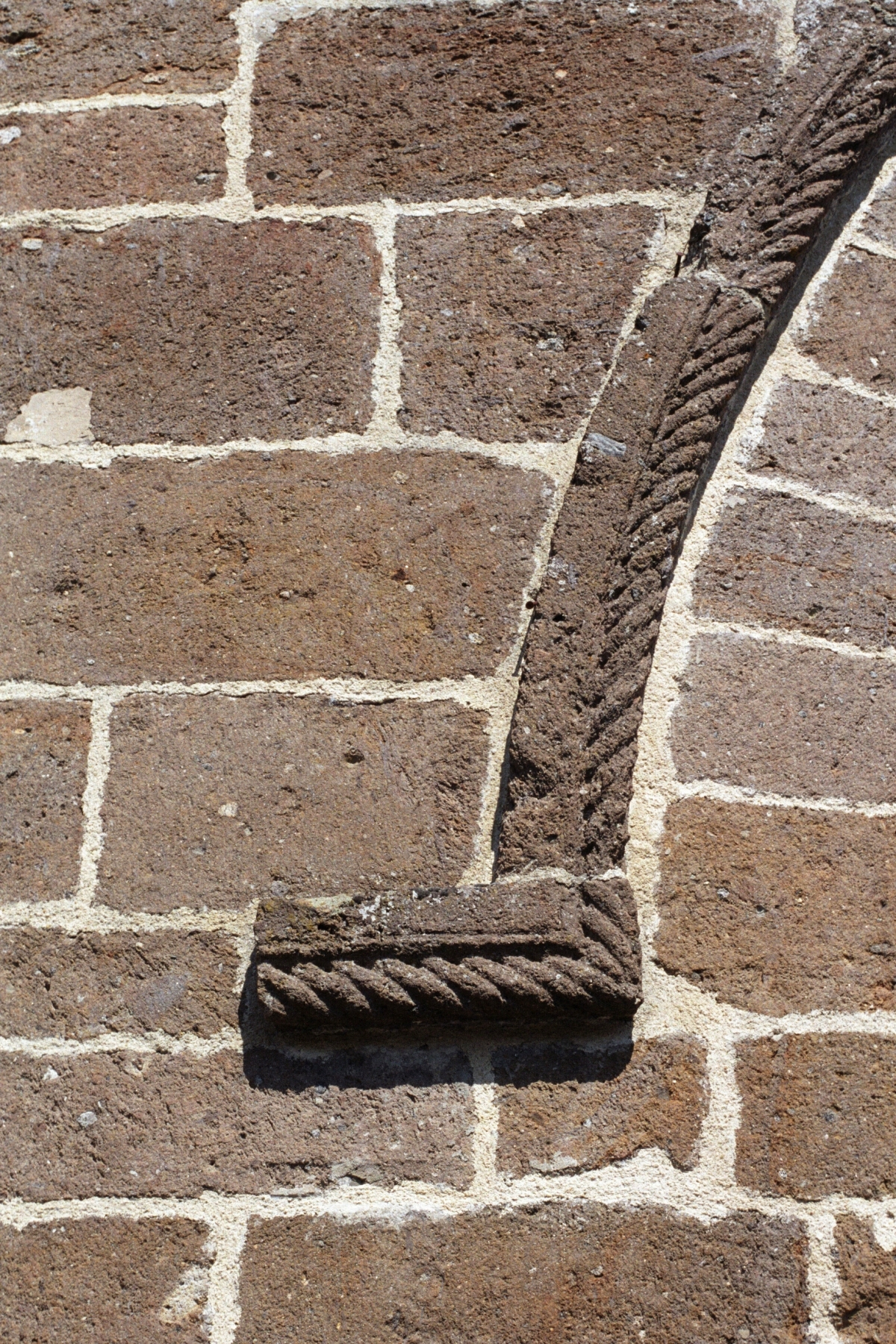
Détail du larmier du porche.
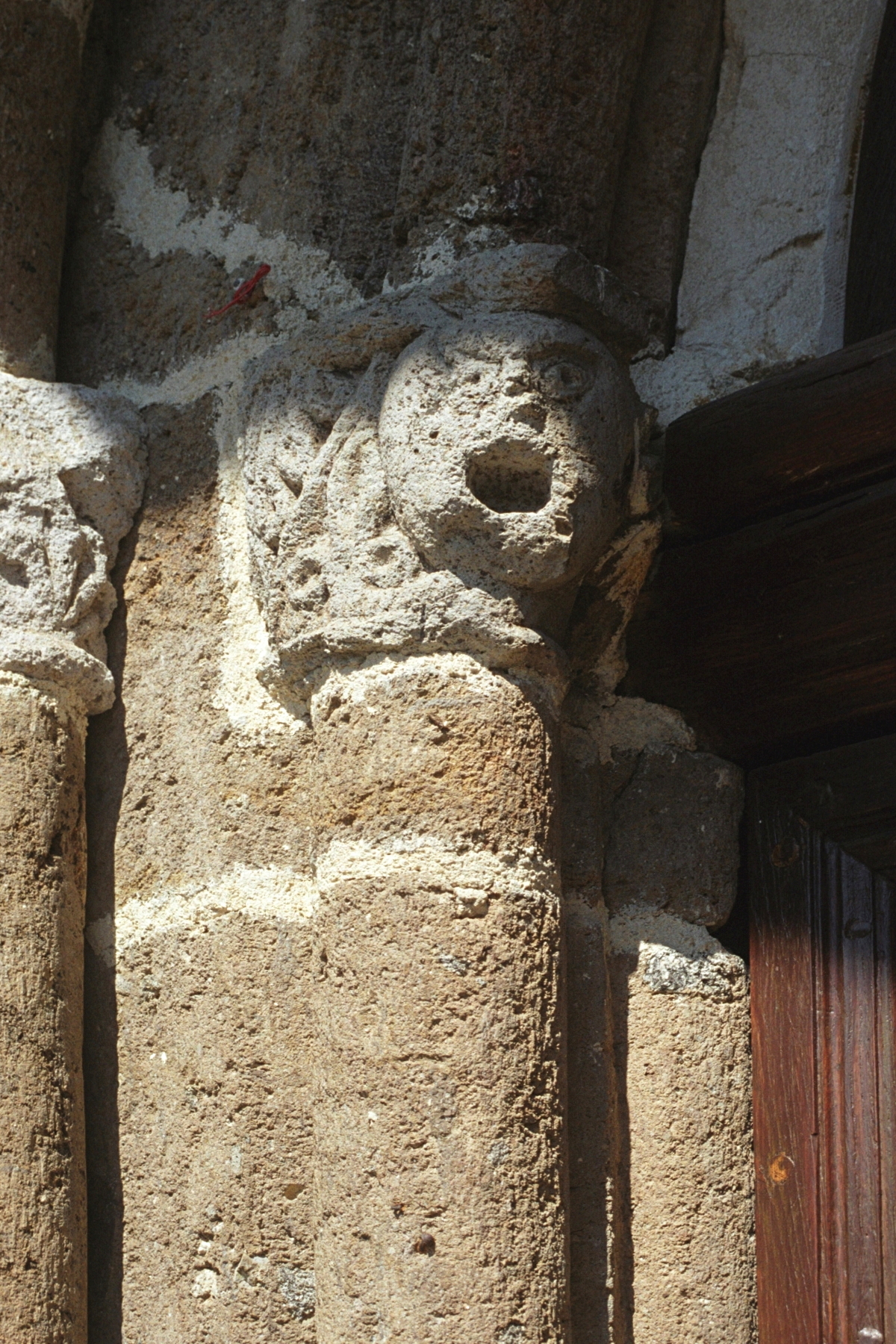
« Tête hurlante » ou « Salguebrou ».
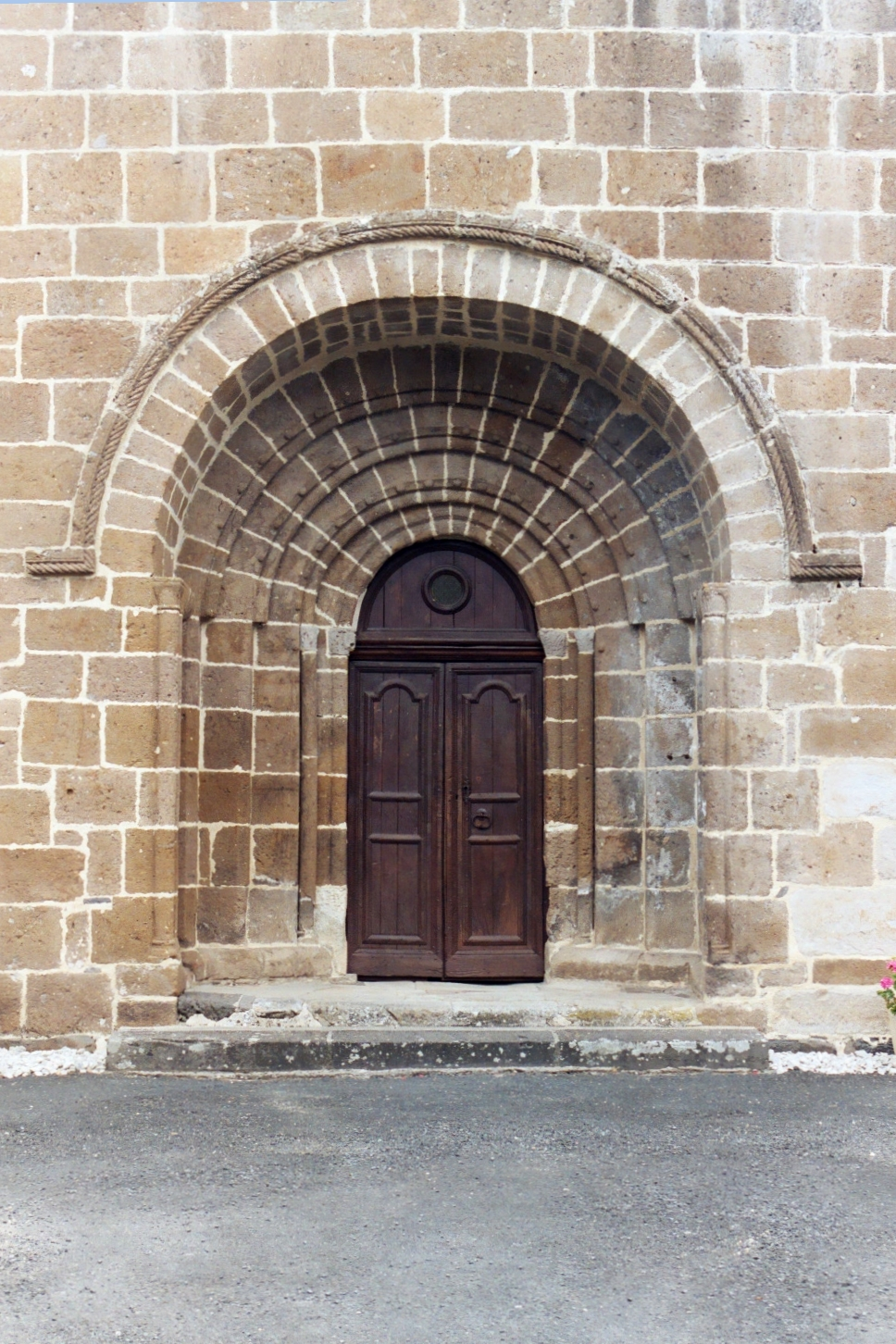
Le portail.
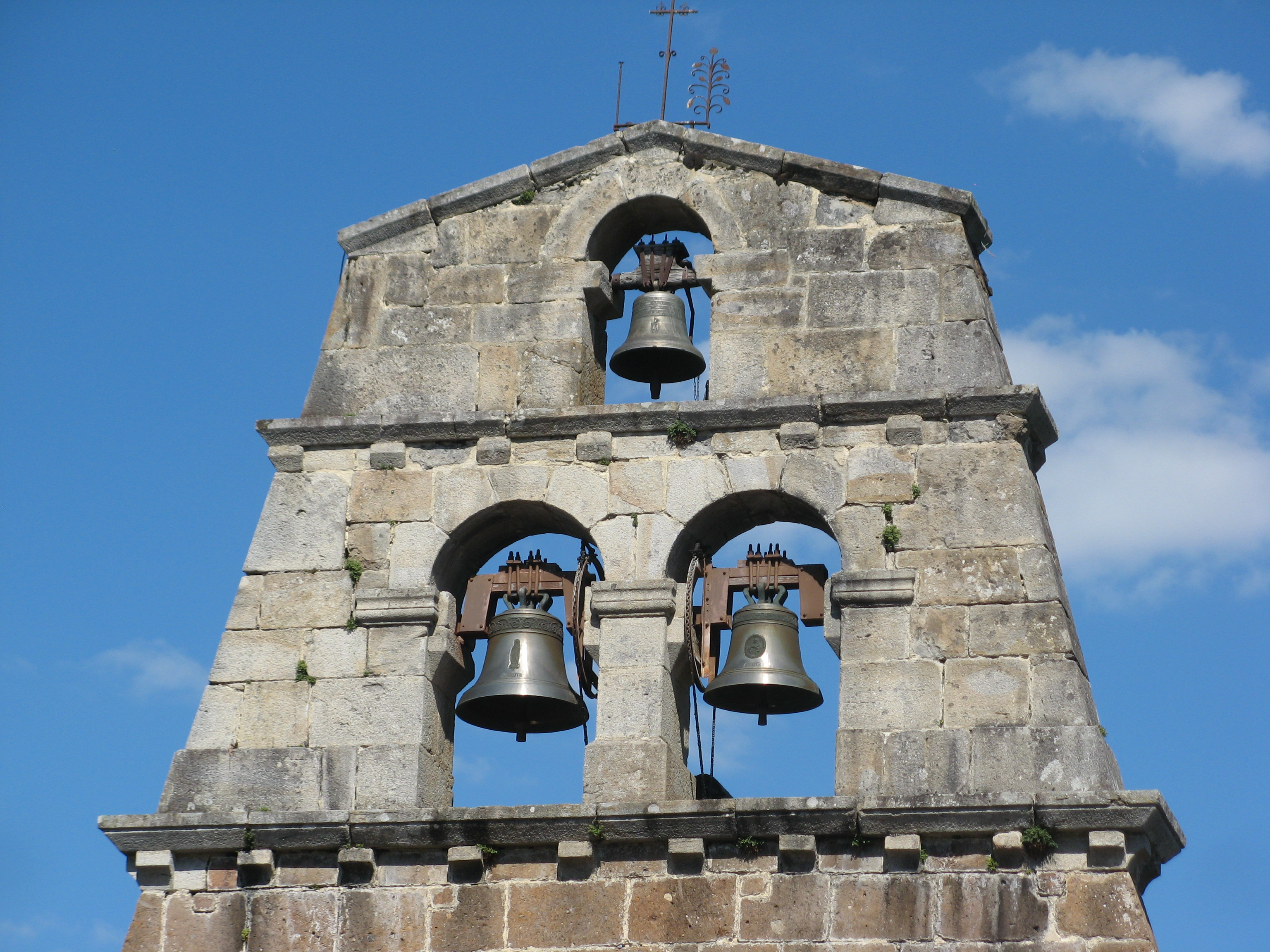
Le clocher-mur et ses trois baies campanaires.

### Nef et chevet

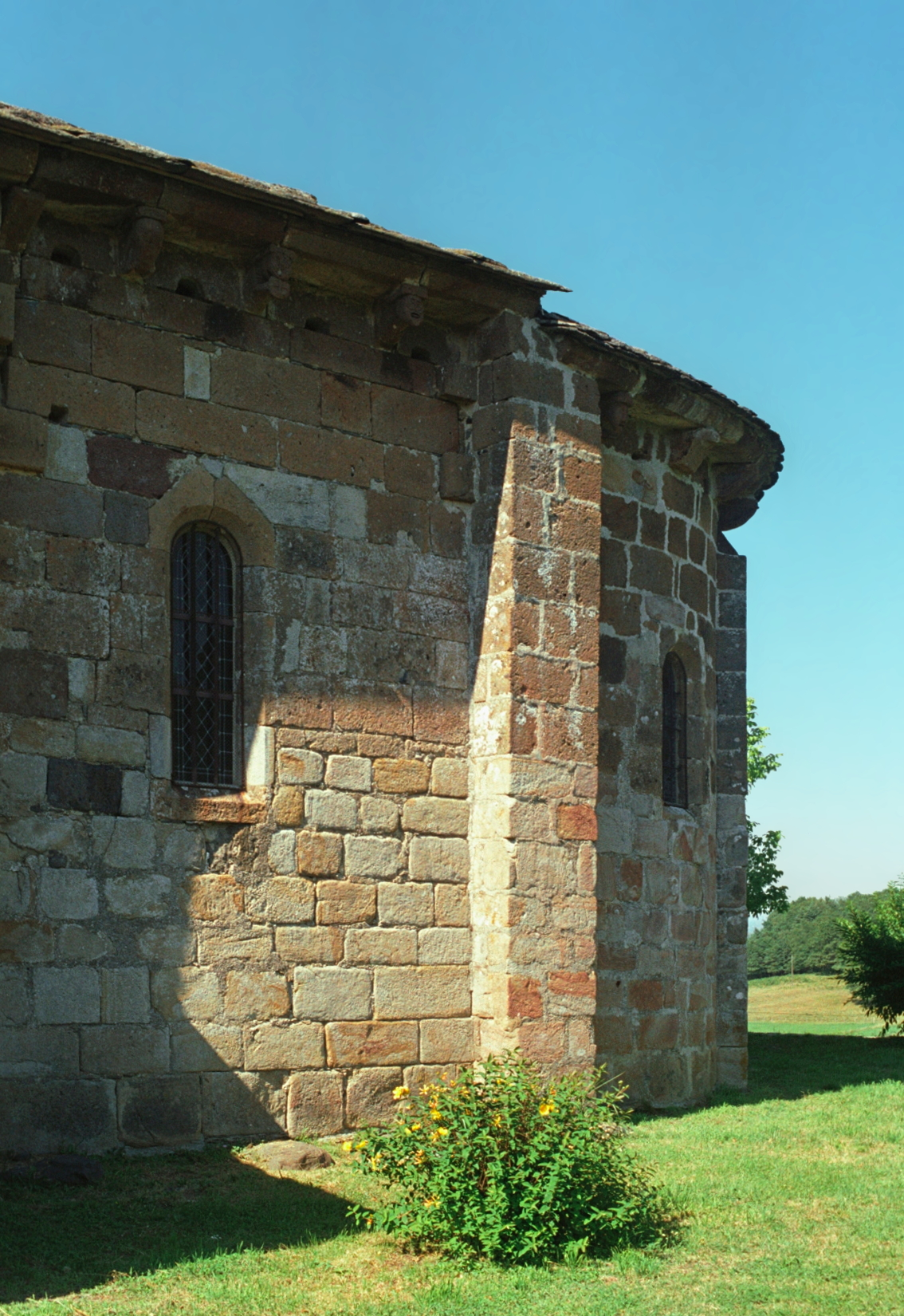
La travée de chœur et l'abside.

La nef, couverte d'un toit de lauzes, est flanquée de deux chapelles latérales formant transept.
À l'est, l'église présente un chevet roman composé d'une travée de chœur et d'une abside semi-circulaire unique. Soutenue par de puissants contreforts, la maçonnerie de la travée de chœur et l'abside est sommée d'une puissante corniche soutenue par des modillons sculptés dont les thèmes rappellent la basilique Notre-Dame-des-Miracles de Mauriac ou les églises d'Anglards-de-Salers et de Moussages. « Parmi eux figurait un homme à la barbe bifide, hélas disparu en 1993 pendant des travaux de restauration. Restent néanmoins un magnifique « mangeur de pain » (thème qui se retrouve à Saignes et au Roc-Vignonnet) et, surtout, un modèle unique en Auvergne : deux têtes opposés verticalement se tirant mutuellement la langue (à moins qu'il ne s'agisse de barbes) ».

## Patrimoine
La voûte du chœur est ornée d'une fresque découverte en 1977,. Cette fresque date probablement du XVe siècle et représente le Christ en gloire entouré des quatre évangélistes accompagnés de leurs animaux-symboles : saint Marc et le lion, saint Matthieu et l'ange, saint Jean et l'aigle, saint Luc et le taureau,.
L'église renferme par ailleurs une croix du XVIe siècle ainsi qu'une très belle statue de la Vierge.

## Cimetière
Dans le cimetière de Sauvat se dresse une grande croix en pierre calcaire qui a la particularité d'être portée par une ancienne cuve baptismale sur les parois de laquelle on distingue encore les formes d'anciennes sculptures représentant des croix, des fleurs, des cercles et des feuillages.